# Districtul Beni Aziz
Beni Aziz este un district din provincia Sétif, Algeria.